# Río Karkheh
El río Karkheh (en persa: Karḫeh, کرخه ; en árabe: al-Karḫa, الكرخة) se encuentra en Irán, en la provincia de Juzestán. Nace en los montes Zagros, pasa al oeste de Shus, la antigua Susa, capital del reino elamita y después de recorrer 780 km, desemboca en Shatt al-Arab, en territorio irakí, en la localidad de Al Qurnah, a pocos kilómetros de la confluencia de los ríos Tigris y Éufrates, cerca de la frontera Irán-Irak.
Su afluente principal es el río Qizil-Uzun, por la izquierda, que atraviesa la provincia de Lorestán.
Antiguamente, desembocaba en el río Tigris; en la actualidad, se aproxima a 16 km del río Dez y después se separa para ser absorbido por las marismas de Hawizeh, que forman parte de las marismas de Mesopotamia, alimentadas por los ríos Tigris y Éufrates.
Después de haber estudiado el río durante 20 años en Hamidiyeh, poco después de la salida del río de las montañas, se estima que su caudal medio es de 166 m³/s para una cuenca de 51.900 km², con oscilaciones que van desde los 43 m³/s de septiembre hasta los 430 m³/s de abril, con el deshielo.
En 2003 se inauguró el embalse de Karkheh, a 20 km al noroeste de Andimeshk.

## El debate bíblico
El río Karkhesh se considera por algunos eruditos como el Guijón (o Gihon), uno de los cuatro ríos del paraíso, que eran, además de este, el Tigris, el Éufrates y el Pisón. El río Pisón no ha sido identificado, y el Guijón se asocia con diferentes ríos conocidos; en Etiopía con el Nilo Azul,; en Turquía, con el río Aras; en Uzbekistán, con el Amu Daria. En Irán también se ha identificado con el río Karún.
Heródoto lo menciona como el río Choaspes, que pasa por Susa. Con este nombre aparece en la Biblia, en el Libro de Daniel. No debe ser confundido con el río del mismo nombre que en Afganistán es un afluente del Indo.